# Jordan Weisman

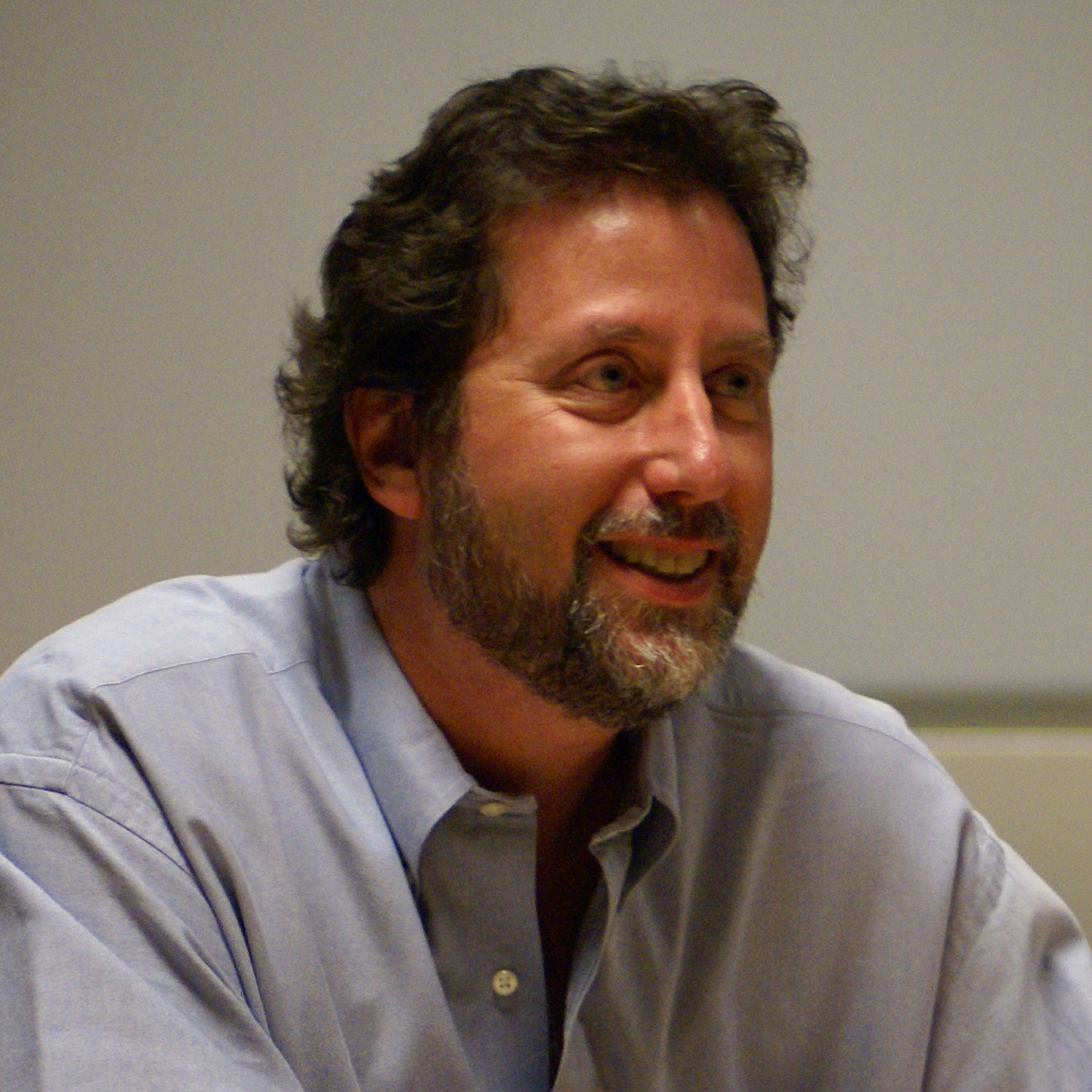
Jordan Weisman im August 2006

Jordan Weisman (* 1961) ist ein amerikanischer Unternehmer und Designer von Rollen- und Computerspielen. Er gründete unter anderem die Unternehmen FASA Corporation, WizKids, Smith & Tinker und Harebrained Schemes, durch die er beteiligt war an der Entwicklung der Tabletop-Regelwerke Shadowrun, BattleTech, Crimson Skies und mehrerer damit verbundener Computerspiele.

## Karriere
Weisman gründete 1980 zusammen mit L. Ross Babcock mit einem Startkapital von 350 Dollar das Unternehmen FASA Corporation. FASA stand dabei für Freedonian Aeronautics and Space Administration, eine Anspielung auf ein fiktives Land im Film Die Marx Brothers im Krieg. Das Studio entwickelte Tabletop- und Rollenspiel-Regelwerke, darunter das offizielle Rollenspiel zu Star Trek sowie die selbstentwickelten Marken Shadowrun und BattleTech. 1982 wurde er in die Hall of Fame des Origins Award aufgenommen.
1996 gründete er das Entwicklerstudio FASA Interactive, das sich um die Softwareumsetzung von FASAs Lizenzen kümmern sollte. 1999 wurde FASA Interactive an Microsoft verkauft. Weisman wurde dadurch für die nächsten zwei Jahre Creative Director für Microsofts Spielesparte. 2000 gründete er das zunächst auf Tabletop-Miniaturen spezialisierte Unternehmen WizKids und 2007 den Spieleentwickler Smith & Tinker. 2011 gründete er mit dem ehemaligen FASA-Studioleiter Mitch Gitelman den Computerspielentwickler Harebrained Schemes, der 2018 vom schwedischen Publisher Paradox Interactive übernommen wurde.

## Auszeichnungen
- 1994 Hall of Fame der Academy of Adventure Gaming Arts and Design (Origins Award)
- 1998 Origins Award – Bestes Science-Fiction- oder Fantasy-Brettspiel (für Crimson Skies, zusammen mit Michael A. Stackpole)
- 2003 Diana Jones Award for Excellence in Gaming
- 2014 Origins Award – Best Miniature Figure Rules (für Golem Arcana, zusammen mit Mike Mulvihill und Brian Poel)